# Shy Love
Shy Love (Wiesbaden, 27 novembre 1978) è un'attrice pornografica statunitense.

## Biografia
Nata in Germania da padre portoricano che lavorava lì per l'esercito statunitense e madre italiana, a sette anni si trasferì a New Haven in Connecticut, dove ha studiato contabilità. Nel 2003 iniziò a lavorare come attrice dopo essersi rifatta il seno. Nel 2008 ha aperto una discoteca in Colorado. Fa parte dal 2013 della Hall of Fame dagli AVN Awards.
È sposata con il produttore Eric Hunter e ha realizzato oltre duecento film.

## Riconoscimenti
- AVN Awards
  - 2013 – Hall of Fame - Video Branch[6]

## Filmografia
- Ass Pounders 1 (2003)
- Assficianado 5 (2003)
- Big Wet Asses 2 (2003)
- Busty Beauties 10 (2003)
- Can I Be Your Whore (2003)
- Couples (2003)
- Double Decker Sandwich 3 (2003)
- Double Indulgence 2 (2003)
- Get a Load of This (2003)
- Liquid (2003)
- Screw My Wife Please 38 (She's Off The Wall) (2003)
- Sole Man 1 (2003)
- Titty Fuckers 7 (2003)
- Tongue in Cheeks (2003)
- 18 Legal And Latin 1 (2004)
- About Face 1 (2004)
- Anal Retentive 2 (2004)
- Anal Trainer 7 (2004)
- Appetite For Ass Destruction 1 (2004)
- Art Of Anal 1 (2004)
- Ashton's Auditions 2 (2004)
- Ass Brand New 2 (2004)
- ATM Machine 4 (2004)
- Bangladesh Booty 1 (2004)
- Big Shootout (2004)
- Bitch 1 (2004)
- Built For Sex 1 (2004)
- Busty Beauties 13 (2004)
- Butt Busters 1 (2004)
- Can You Be A Pornstar? 3 & 4 (2004)
- Collector (2004)
- College Guide To Anal Sex (2004)
- Cream Filled Holes 2 (2004)
- Cum Swappers 1 (2004)
- Cum Tales (2004)
- Cumstains 3 (2004)
- Desperate Wives 1 (2004)
- Devil's Playground (2004)
- Dirty Dave's Sugar Daddy 24 (2004)
- Disturbed 2 (2004)
- Double Penetration 1 (2004)
- Dripping Wet Sex 9 (2004)
- Eager Beavers 7 (2004)
- Edge (2004)
- Flash 1 (2004)
- Fresh New Faces 3 (2004)
- Fresh Porn Babes 6 (2004)
- Girl Next Door 2 (2004)
- Girls Home Alone 21 (2004)
- Glazing The Baby Dolls (2004)
- Groupie Love (2004)
- Headsprung (2004)
- Hot And Spicy Latinass 2 (2004)
- I Cream On Genie 1 (2004)
- I Survived A Rodney Blast 2 (2004)
- Internal Explosions 3 (2004)
- Jack's Playground 10 (2004)
- Jenna's Juicy (2004)
- JKP Hardcore 4 (2004)
- Juggies 1 (2004)
- Just My Ass Please 2 (2004)
- L'affaire (2004)
- Latin Car Show Queens (2004)
- Latin Fantasies (2004)
- Les Perversions 3 (2004)
- Lipstick Erotica (2004)
- Love Sucks (2004)
- Maximum Thrust 4 (2004)
- Miss JKP 2005 (2004)
- Monica Mayhem Restrained (2004)
- Nasty Girls Do Nasty Things (2004)
- North Pole 49 (2004)
- Nut Busters 4 (2004)
- Nymph Fever 9 (2004)
- Overload (2004)
- Panty Raid (2004)
- Psycho Love (2004)
- Pussy Foot'n 11 (2004)
- Pussy Party 2 (2004)
- Pussy Playhouse 7 (2004)
- Quick Draw (2004)
- Riveted Rectums (2004)
- Rock Hard 1 (2004)
- Scene Study (2004)
- School Of Porn (2004)
- Screw My Husband Please 5 (2004)
- Shove It Up My... 1 (2004)
- Shy Love's Stocking Tease (2004)
- Sizzling Hot Tamales 2 (2004)
- Sole Man (2004)
- Stick It 2 (2004)
- Stocking Stuffers 1 (2004)
- Stop My Ass is On Fire 11 (2004)
- Strip Tease Then Fuck 3 (2004)
- Tales From The Script 3 (2004)
- Teen Latin Dolls 1 (2004)
- Top Notch Anal Bitches (2004)
- Twat Squad (2004)
- Two Chicks And A Cock (2004)
- Undressed And Oversexed (2004)
- Valley Girls 2 (2004)
- Vanilla Cream Pies (2004)
- Virtual Pleasure Ranch (2004)
- Watch Me Eat My Creampie 1 (2004)
- Winkers 1 (2004)
- Wired To Cum (2004)
- Xvision 1 (2004)
- Young Girls' Fantasies 6 (2004)
- 12 Nasty Girls Masturbating 2 (2005)
- 31 Flavors (2005)
- A Day In the Life (2005)
- AGP: All Girl Protection (2005)
- All Anal No Bullshit (2005)
- Anal Addicts 20 (2005)
- Anal Haven (2005)
- Anal Impact 1 (2005)
- Anal POV Sluts 1 (2005)
- Anal Vixens (2005)
- Ass Watcher 3 (2005)
- Assfensive 3 (2005)
- Babes Illustrated 15 (2005)
- Big Gulps 1 (2005)
- Big Sausage Pizza 5 (2005)
- Big Tit Anal Whores 1 (2005)
- Bitch 2 (2005)
- Blow Me 1 (2005)
- Bottom Feeders (2005)
- Busty Beauties 17 (2005)
- Caliente (2005)
- Chasing Reality Again (2005)
- Cum Greed (2005)
- Cum on My Latin Tongue 1 (2005)
- Cumstains 6 (2005)
- Dangerous Curves (2005)
- Deported Tres Equis XXX Spicy Latinas (2005)
- Desperate (2005)
- Dirty Little Devils 3 (2005)
- Doc MaCock (2005)
- Double D POV 1 (2005)
- Double Impact 3 (2005)
- Dream (2005)
- F My A 1 (2005)
- Fans Have Spoken 11 (2005)
- Fanta-Sin (2005)
- Fem Sonata (2005)
- Get Luckier (2005)
- Girls Hunting Girls 3 (2005)
- Girls Hunting Girls 7 (2005)
- Hand Job Hunnies 8 (2005)
- Hardcore and Barely Legal Latinas 1 (2005)
- Her First Anal Sex 2 (2005)
- Hind Sight is 20/20 (2005)
- Hook-ups 8 (2005)
- Hook-ups 9 (2005)
- Huge Rack Club 1 (2005)
- Intimate Secrets 4 (2005)
- It's Your Wife 2 (2005)
- Janine's Got Male (2005)
- Jenna's Favorite Fantasies (2005)
- Jessica Jaymes Loves Cock (2005)
- Latin Adultery 1 (2005)
- Latina Cum Queens 1 (2005)
- Live In Slave 3 (2005)
- Lusty Latinas (2005)
- Meet The Fuckers 1 (2005)
- More Than A Handful 14 (2005)
- Nasty Hard Sex 4 (2005)
- Nina Hartley's Guide to Erotic Bondage (2005)
- Nina Hartley's Guide to Threesomes: Two Girls and a Guy (2005)
- Nut Busters (2005)
- Oral Fantasies 5 (2005)
- Playful Exotic Bottoms (2005)
- Pop 3 (2005)
- Pros 2: High Dollar Baller$ (2005)
- Put It Wherever 1 (2005)
- Reckless (2005)
- Reel Girlfriends (2005)
- Rich Girls Gone Bad 2 (2005)
- Road Trixxx 3 (2005)
- Rock Hard 2 (2005)
- Rub My Muff 2 (2005)
- Sack the Wetback (2005)
- School Of Hardcore (2005)
- Scorpio Rising (2005)
- Sex Thriller (2005)
- Sex Trek: Charly XXX (2005)
- She's Got Mad Skillz (2005)
- Shy Love (2005)
- Shy Love's Cum Play With Me (2005)
- Skin 1 (2005)
- Soloerotica 6 (2005)
- Spice Hotel (2005)
- Strap-On Divas (2005)
- Strap-On Toyz (2005)
- Suckers 8 (2005)
- Super Divas Diary (2005)
- Swap The Pop 2 (2005)
- Taboo 3 (2005)
- Taboo 6 (2005)
- Taco Shop 2 (2005)
- Tear Jerkers 1 (2005)
- Tits Ahoy 2 (2005)
- Trisha's Bitches 2 (2005)
- Up Skirt Cam Girls (2005)
- Viva Las Latinas (2005)
- Wicked Sex Party 7 (2005)
- Wild in Vegas (2005)
- Women On Top Of Men 1 (2005)
- X The Series 3: Internal (2005)
- Young Latin Ass 2 (2005)
- 18 and Fresh 4 (2006)
- American Bi 1 (2006)
- Anally Yours... Love, Jenna Haze (2006)
- Aria's Sexxx Training Camp (2006)
- Ass Jumpers 2 (2006)
- Asstravaganza 2 (2006)
- Bad Habits 1 (2006)
- Beautiful Couples (2006)
- Bi-Back Mountain (2006)
- Brawlers (2006)
- Britney Rears 2: I Wanna Get Laid (2006)
- Busty Beauties: 20th Anniversary Special Edition (2006)
- Chasey's Lipstick Lesbians (2006)
- Christmas in Memphis (2006)
- Cum on My Latin Tongue 2 (2006)
- Cum on My Pussy (2006)
- Eric Hunter's Hunted 1 (2006)
- Eric Hunter's Hunted 2 (2006)
- Fashion Underground (2006)
- Fetish Factory 1 (2006)
- Fucked At Home (2006)
- Girls of Amateur Pages 11 (2006)
- Gunned Down (2006)
- Heidi Spice 2 (2006)
- Hellfire Sex 4 (2006)
- House Sitter (2006)
- Housewife 1 on 1 4 (2006)
- I Love Katsumi (2006)
- Latin Hellcats 3 (2006)
- Latin Love Dollz (2006)
- Latin Sinsations (2006)
- Latin Spice (2006)
- Latina Fuckholas 2 (2006)
- Licking Pussy 12 Ways 1 (2006)
- Love is Blue (2006)
- Malibu's Most Latin 2 (2006)
- Meat My Ass 1 (2006)
- MyXXXPornSpace.com (2006)
- Picture Perfect (2006)
- Pole Position POV 2 (2006)
- Porn Fidelity 6 (2006)
- Postcards From The Bed (2006)
- POV Centerfolds 3 (2006)
- POV: For Your Eyes Only (2006)
- Private Fantasies 4 (2006)
- Put It Wherever 2 (2006)
- Red Corset (2006)
- Rock Hard 3 (2006)
- Sex Dance Fever (2006)
- Sex Therapy 2 (2006)
- Sexpose' 2: Nikki Benz (2006)
- Shove It Up My... 3 (2006)
- Soloerotica 7 (2006)
- Squirting 101 10 (2006)
- Taboo 8 (2006)
- That 70s Ho (2006)
- Up'r Class 3 (2006)
- Vicious POV Slutz (2006)
- What's Up Her Ass 2 (2006)
- 8th Street Latinas 2 (2007)
- 8th Street Latinas 4 (2007)
- Bi Accident 2 (2007)
- Chin Knockers 2 (2007)
- Coming Out: A Bisexual Tale (2007)
- Dolores of my Heart (2007)
- Girls on Guys (2007)
- Hot Sauce 3 (2007)
- House Of Ass 5 (2007)
- Hustler Hardcore Vault 2 (2007)
- Impassioned (2007)
- Jack's POV 6 (2007)
- Latina Flavor 3 (2007)
- Lesbian Big Boob Bangeroo 9 (2007)
- Loca Latina Sluts 1 (2007)
- Look Who's Watching (2007)
- Memoirs of a Madame (2007)
- Mope Squad 2 (2007)
- My Space 1 (2007)
- Neighbor Affair 4 (2007)
- Only in Your Dreams 1 (2007)
- Pantyhose Whores 1 (2007)
- Peter North's POV 17 (2007)
- Sexual Sensations (2007)
- Share the Spunk 3 (2007)
- Skeeter Kerkove's Girls Sodomizing Girls 2 (2007)
- Starlet Hardcore 2 (2007)
- Tea-bags And Tossed Salads (2007)
- Through Her Eyes (2007)
- Top Guns 7 (2007)
- 10 Monster Mug Shots 2 (2008)
- Anal Sex 4 Dummys (2008)
- Anally Yours... Love, Brooke Haven (2008)
- AssOrama (2008)
- Auto Bang Sluts 4 (2008)
- Big Rack Attack 5 (2008)
- Border Patrol (2008)
- Busted 2 (2008)
- Busty Beauties: Flotation Devices (2008)
- Butt Licking Anal Whores 10 (2008)
- Chicks and Salsa 5 (2008)
- Diary of a MILF 9 (2008)
- Doll House 4 (2008)
- Farmer's Daughters 1 (2008)
- Fucked Up Facials 2 (2008)
- Fucked Up Handjobs 2 (2008)
- Lipstick Lesbian Orgy (2008)
- Naughty Co-Ed Caper (2008)
- No Boys No Toys 2 (2008)
- Perversions 2 (2008)
- Provocative Passion (2008)
- Real Wife Stories 1 (2008)
- Romancing the Butthole (2008)
- Sensual Ecstasy (2008)
- Shifting Gears (2008)
- Spit Swappers 1 (2008)
- Strap-On Club 2 (2008)
- Throat Jobs 5 (2008)
- Young And Juicy Big Tits 5 (2008)
- Young MILF Titties (2008)
- Anally Yours... Love, Joanna Angel (2009)
- Ass Fanatic 6 (2009)
- Barefoot Maniacs 7 (2009)
- Big Tits at Work 6 (2009)
- Big Tits in Sports 1 (2009)
- CFNM Secret 2 (2009)
- Coed Cock Cravers 5 (2009)
- Crazy 4 Cougars (2009)
- Cream Girls (2009)
- Cumstains 10 (2009)
- Double Time (2009)
- Gabriella Fox: Foxxxy (2009)
- Hillary Loves Jenna (2009)
- I Banged Your Sister In The Butt (2009)
- Internet All Stars (2009)
- Porn Stars...Ultimate Sex Partners (2009)
- Slutty Senoritas (2009)
- Watch Your Back 3 (2009)
- Wife Switch 6 (2009)
- XXX at Work 1 (2009)
- Young Latin Ass Allstars (2009)
- Attack Of The Great White Ass 4 (2010)
- Big Tits Boss 10 (2010)
- Couples Erotic Games 2 (2010)
- I Like To Watch (2010)
- Masters of Reality Porn 7 (2010)
- Orgy Sex Parties 11 (2010)
- Self Service Sex 1 (2010)
- Sunny Leone Loves HD Porn (2010)
- Victoria's Dirty Secret (2010)
- Club Lil Jon (2011)
- Superstar Talent (2011)
- Vip Crew 1 (2011)
- Backdoor Breeders (2012)
- It's A Crazy Teen Gang Bang (2012)
- Porn Legacy (2012)